# Vincenz Statz

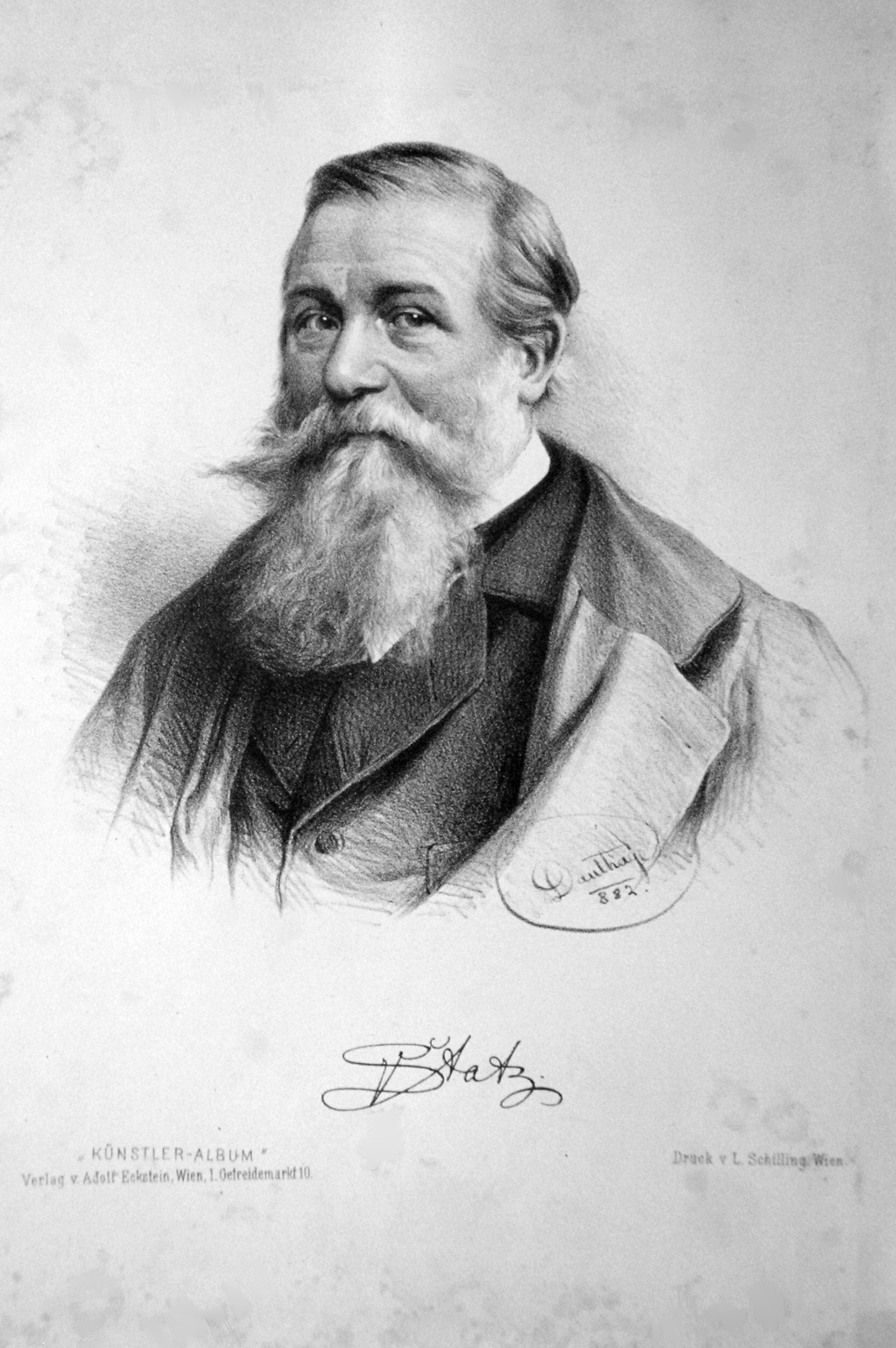
Vincenz Statz, Lithographie von Adolf Dauthage, 1882

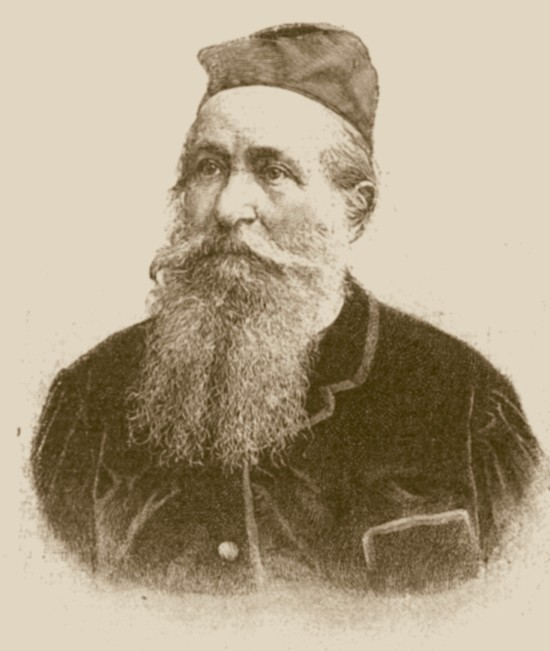
Baumeister Vincenz Statz

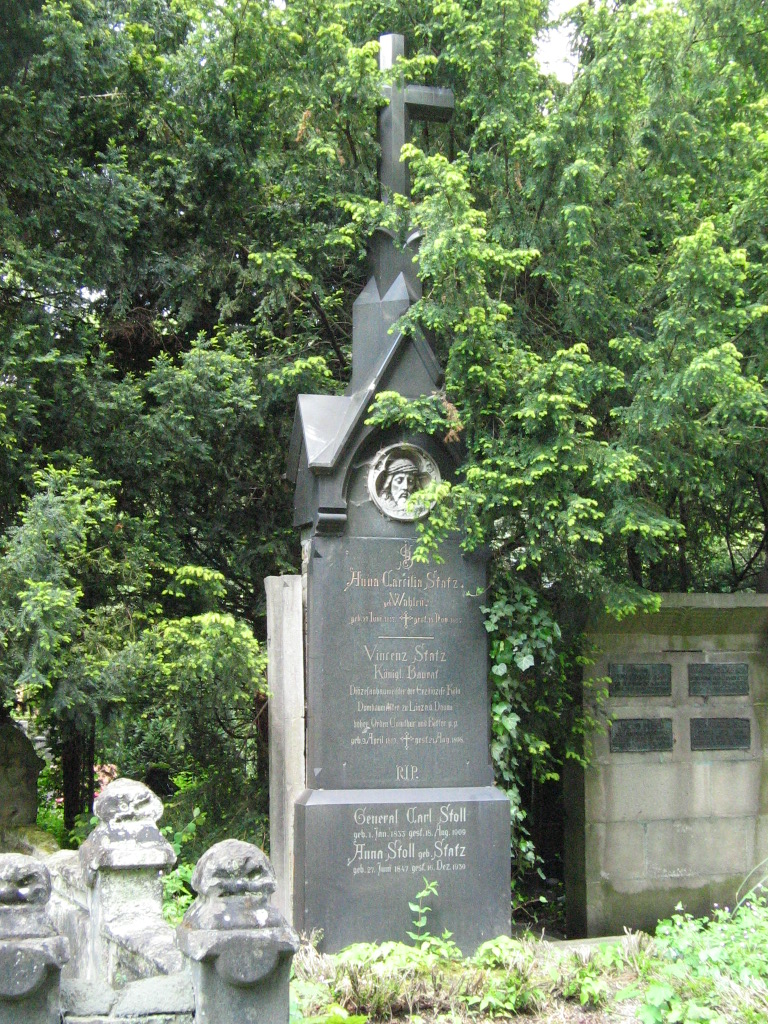
Grabstein von Vincenz Statz auf dem Kölner Melaten-Friedhof (MA zwischen Lit. V und W).

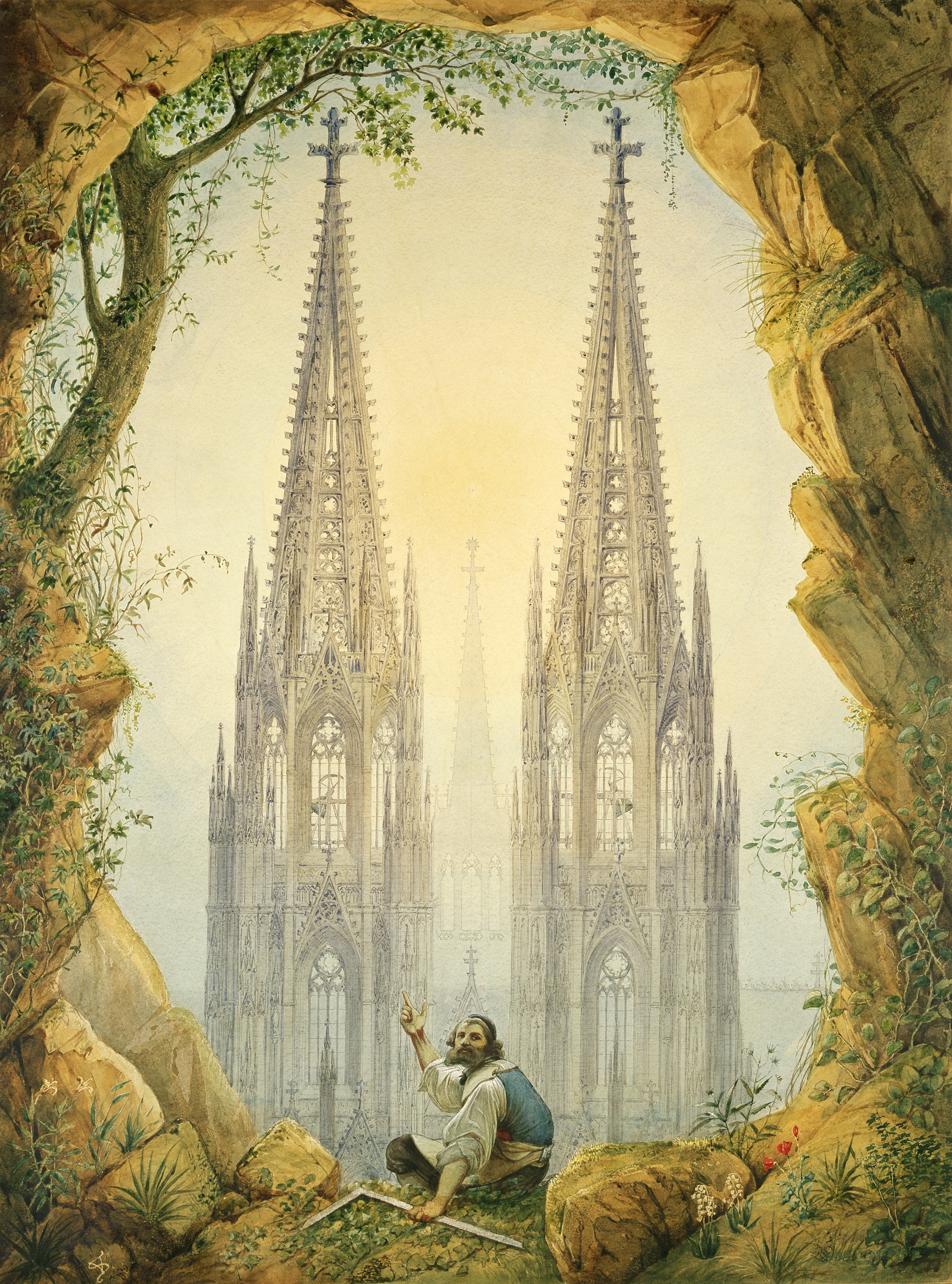
Vincenz Statz: „Und fertig wird er doch!“, Vision der vollendeten Türme des Kölner Doms, 1861, Aquarell auf Papier, Wallraf-Richartz-Museum & Fondation Corboud Köln; Inventar Z 1704

Vincenz Statz oder Vinzenz Statz (* 9. April 1819 in Köln; † 21. August 1898 ebenda) war ein deutscher Architekt. Er gilt als einer der bedeutendsten und einflussreichsten Vertreter der Neugotik im Rheinland.

## Leben
Vincenz Statz wurde am 9. April 1819 in Köln geboren und war ein bekannter und einflussreicher Architekt der Neugotik. Seinen ersten Unterricht erhielt er von einem Schüler Karl Friedrich Schinkels und trat dann 1841 in die Dombauhütte des Kölner Doms ein, wo er ab 1845 als Werkmeister tätig war. Gleichzeitig mit Friedrich von Schmidt, dem späteren Erbauer des Wiener Rathauses, wurde er vom Dombaumeister Ernst Friedrich Zwirner auch zur Bearbeitung der Pläne herangezogen. Von der Schönheit des Werks, an dem er mitschaffen durfte, war er so begeistert, dass seine Phantasie seitdem nur noch in den Schöpfungen der mittelalterlichen Baukunst lebte. Diese Begeisterung findet auch in seinem Aquarell Vision der vollendeten Türme des Kölner Doms Ausdruck, dessen vielbeachtetes Original sich in der Graphischen Sammlung des Wallraf-Richartz-Museums & Fondation Corboud Köln befindet. Dieses Aquarell stammt aus dem Jahre 1861, als an die bauliche Vollendung der Türme des Kölner Doms aus vielerlei Gründen noch längst nicht zu denken war. So ist das Kunstwerk mit dem Ausspruch „Und fertig wird er doch!“ übertitelt; eine Vision und Ermutigung für Zwirner zugleich.
In Köln und den Rheinlanden, dann in den Niederlanden und Belgien und schließlich in Frankreich und England studierte Statz die Gotik mit solcher Hingabe, dass er in kurzer Zeit als einer ihrer besten Kenner galt und mit seinen eigenen Entwürfen das allgemeine Interesse an der gotischen Bauweise neu entfachte.
Nachdem Statz schon 1847 mit eigenen Arbeiten begonnen hatte, arbeitete er seit 1854 hauptberuflich als Architekt. Zu seinen frühen Werken gehört die Pfarrkirche St. Johannes der Täufer in Ostrog bei Ratibor, die 1855–1856 errichtet wurde. Als er 1861 ohne die übliche akademische Ausbildung zum Baumeister und 1863 zum Diözesanbaumeister bei der Erzdiözese Köln ernannt wurde, konnte er bereits auf ein Lebenswerk zurückblicken, das 150 Kirchen und Kapellen, 47 kirchliche Wiederherstellungsbauten, 15 Pfarrerwohnungen, 8 Krankenhäuser und etwa 200 Entwürfe von Altären, Kanzeln und anderen größeren kirchlichen Ausstattungsstücken umfasste. Zu diesem Zeitpunkt hatte Statz auch schon seine wohl gewaltigste Schöpfung, den Neuen Dom in Linz (Oberösterreich) begonnen, der zu den bemerkenswertesten Baudenkmälern des 19. Jahrhunderts in Österreich zählt. Weiter sind die Marienkirche in Aachen, die Mauritiuskirche in Köln und die Wallfahrtskirche in Kevelaer als besonders anspruchsvolle Anlagen erwähnenswert. Sein Wirkungskreis reichte von den Niederlanden bis nach Neapel.
Auch seine Entwürfe für die Votivkirche in Wien, den Berliner Dom und die Kathedrale von Lille riefen Bewunderung hervor. Seine Vielseitigkeit zeigt sich im Schloss Liebieg in Kobern-Gondorf, dem Rathaus in Köln-Ehrenfeld, dem St.-Hedwig-Krankenhaus in Berlin, dem Gerichtsgebäude in Eberswalde und großen kirchlichen Ausstattungsstücken wie etwa dem Altar der Liebfrauenkirche in Trier. Statz veröffentlichte neben seinem Gotischen Musterbuch auch noch andere Werke, darunter Die Mittelalterlichen Bauwerke nach Merian.
Zahlreiche seiner Bauten wurden im Zweiten Weltkrieg beschädigt und danach nur vereinfacht wiederhergestellt, einige sogar ganz abgebrochen. Bei anderen entfernte man die Ausstattung ganz oder teilweise, da die Neugotik nicht mehr besonders geschätzt wurde. Erst ab den 1970er Jahren wurde der Architektur des Historismus und damit auch Statz wieder größere Wertschätzung zuteil, die meisten seiner Bauten stehen daher heute unter Denkmalschutz, viele wurden oder werden originalgetreu restauriert.
Sein Sohn Franz Statz (1848–1930) war ebenfalls Architekt.

## Werke in Deutschland
| Jahr          | Bild                          | Ort                        | Objekt                                                                      | Bundesland          | Kommentar |
| ------------- | ----------------------------- | -------------------------- | --------------------------------------------------------------------------- | ------------------- | --- |
| 1857          | Marienbrunnen mit Mariensäule | Eupen                      | Marienbrunnen mit Mariensäule                                               | Rheinprovinz        | |
| 1872          | St. Josef                     | Eupen                      | St. Josef                                                                   | Rheinprovinz        | |
| 1876/1877     |                               | Eberswalde                 | Katholische Pfarrkirche: St. Peter und Paul                                 | Brandenburg         | |
| 1866          | Kapelle                       | Somborn (Freigericht)      | Kapelle: Kapelle des Hof Trages                                             | Hessen              | |
| 1874–1876     |                               | Bernshausen                | Katholische Pfarrkirche: St. Peter und Paul                                 | Niedersachsen       | |
| 1855          |                               | Aachen                     | Katholische Pfarrkirche: St. Marien                                         | Nordrhein-Westfalen | Datierung 1855, ausgeführt nach zweitem Entwurf 1859–1863. Nach Kriegsbeschädigung und notdürftigem Wiederaufbau schließlich 1978 zugunsten eines Neubaus des Architekten Karl-Otto Lüfkens aus Krefeld abgebrochen. |
| 1879–1883     |                               | Aachen, Brand              | Katholische Pfarrkirche: St. Donatus                                        | Nordrhein-Westfalen | |
| 1880–1883     |                               | Aachen, Hahn               | Katholische Pfarrkirche: St. Maria dolorosa                                 | Nordrhein-Westfalen | |
| 1863          |                               | Aachen, Orsbach            | Katholische Pfarrkirche: St. Peter und Paul                                 | Nordrhein-Westfalen | |
| 1879/1880     |                               | Alfter, Gielsdorf          | Katholische Pfarrkirche: St. Jacobus                                        | Nordrhein-Westfalen | Erweiterungsmaßnahmen |
| 1862/1863     |                               | Baesweiler, Setterich      | Katholische Pfarrkirche: St. Andreas                                        | Nordrhein-Westfalen | 1944 völlig zerstört |
| 1864–1871     |                               | Bergisch Gladbach-Refrath  | Katholische Pfarrkirche: St. Johann Baptist                                 | Nordrhein-Westfalen | 1963 nach Entwurf von Karl Band erweitert |
| 1855          |                               | Bedburg                    | Schlosskapelle                                                              | Nordrhein-Westfalen | Durch Bodensetzungen entstanden irreparable Schäden an der Schlosskapelle, sodass ein Abriss im Juli 2011 erfolgte.                                                                                                  |
| 1875          |                               | Bonn, Graurheindorf        | Katholische Pfarrkirche: St. Margareta                                      | Nordrhein-Westfalen | Erweiterungsbau |
| 1860–1862     |                               | Bonn, Bad Godesberg        | Katholische Pfarrkirche: St. Marien                                         | Nordrhein-Westfalen | |
| 1869          |                               | Bonn, Buschdorf            | Aegidiuskapelle                                                             | Nordrhein-Westfalen | |
| 1880          |                               | Bornheim                   | Katholische Pfarrkirche: St. Michael                                        | Nordrhein-Westfalen | |
| 1867/1868     |                               | Brüggen                    | Schlosskapelle Dilborn                                                      | Nordrhein-Westfalen | |
| 1885–1887     |                               | Brühl                      | Katholische Pfarrkirche: St. Margareta                                      | Nordrhein-Westfalen | Ostteile der Pfarrkirche |
| 1875–1878     |                               | Dormagen, Feste Zons       | Katholische Pfarrkirche: St. Martinus                                       | Nordrhein-Westfalen | |
| 1856          |                               | Düren, Gürzenich           | Katholische Pfarrkirche: St. Johannes Evangelist                            | Nordrhein-Westfalen | |
| 1854/1855     |                               | Volmerswerth               | Katholische Pfarrkirche St. Dionysius                                       | Nordrhein-Westfalen | |
| 1857–1859     |                               | Erkelenz, Holzweiler       | Katholische Pfarrkirche: St. Cosmas und Damian                              | Nordrhein-Westfalen | |
| 1855          |                               | Essen, Borbeck             | Katholische Pfarrkirche: St. Dionysius                                      | Nordrhein-Westfalen | |
| 1864/65       |                               | Euskirchen, Stotzheim      | Katholische Pfarrkirche: St. Martin                                         | Nordrhein-Westfalen | |
| 1868–1875     |                               | Euskirchen, Weidesheim     | Katholische Pfarrkirche: St. Mariä Himmelfahrt                              | Nordrhein-Westfalen | |
| 1877–1879     |                               | Engelskirchen              | Katholische Pfarrkirche: St. Peter und Paul                                 | Nordrhein-Westfalen | |
| 1852          |                               | Kerpen, Horrem             | Katholische Pfarrkirche: St. Clemens                                        | Nordrhein-Westfalen | Erweiterungsmaßnahmen. |
| 1858–1864     |                               | Kevelaer                   | Wallfahrtskirche St. Maria                                                  | Nordrhein-Westfalen | |
| 1850–1852     |                               | Köln, Nippes               | Katholische Pfarrkirche: St. Heinrich und Kunigund                          | Nordrhein-Westfalen | |
| 1852          |                               | Köln                       | Haus Baudri, Mohrenstraße                                                   | Nordrhein-Westfalen | |
| 1858          |                               | Köln, Altstadt-Nord        | Mariensäule                                                                 | Nordrhein-Westfalen | |
| 1851–1853     |                               | Köln                       | Kapelle St. Joseph                                                          | Nordrhein-Westfalen | Kapelle des ehemaligen Karmeliterinnenklosters (Gereonskloster 14). |
| 1859/1860     |                               | Köln                       | Diözesanmuseum                                                              | Nordrhein-Westfalen | |
|               |                               | Köln                       | Weißhauskapelle Schloss Weißhaus                                            | Nordrhein-Westfalen | |
| 1863–1866     |                               | Köln, Kalk                 | Katholische Pfarrkirche: St. Marien                                         | Nordrhein-Westfalen | |
| 1863–1867     |                               | Köln, Rodenkirchen         | Katholische Pfarrkirche: St. Maternus                                       | Nordrhein-Westfalen | |
| 1863          |                               | Köln, Bayenthal            | Katholische Pfarrkirche an der Ecke Goltstein- / Bonifazstraße              | Nordrhein-Westfalen | Um 1904 zugunsten eines Neubaus am Mathiaskirchplatz abgerissen. |
| 1864–1866     |                               | Hönnersum                  | Katholische Pfarrkirche: St. Bernward                                       | Niedersachsen       | |
| 1870          |                               | Köln                       | Haus Statz, St. Apern-Straße                                                | Nordrhein-Westfalen | |
| 1872          |                               | Köln, Ehrenfeld            | Katholische Pfarrkirche: St. Joseph                                         | Nordrhein-Westfalen | |
| 1854–1860     |                               | Krefeld                    | Katholische Pfarrkirche: Liebfrauen                                         | Nordrhein-Westfalen | |
| 1852–1854     |                               | Krefeld, Hohenbudberg      | Katholische Pfarrkirche: St. Matthias                                       | Nordrhein-Westfalen | |
| 1857–1859     |                               | Lippetal, Lippborg         | Katholische Pfarrkirche: St. Cornelius und Cyprianus                        | Nordrhein-Westfalen | Turm von ca. 1875 |
| 1867          |                               | Marienheide, Gimborn       | Katholische Pfarrkirche: St. Johann Baptist                                 | Nordrhein-Westfalen | |
| 1857–1860     |                               | Mechernich, Kommern        | Katholische Pfarrkirche: St. Severin                                        | Nordrhein-Westfalen | |
| 1852–1854     |                               | Mönchengladbach            | Mariahilf-Hospital                                                          | Nordrhein-Westfalen | |
| 1854–1856     |                               | Mönchengladbach, Hardt     | Katholische Pfarrkirche: St. Nikolaus                                       | Nordrhein-Westfalen | |
| 1851–1853     |                               | Mönchengladbach, Hehn      | Katholische Pfarrkirche: St. Maria Heimsuchung                              | Nordrhein-Westfalen | Erweiterungsbau (Oktogon mit Chor und 2 flankierende Türme) von 1890, nach Plänen von Julius Busch. |
| 1853–1856     |                               | Mönchengladbach, Rheydt    | Katholische Pfarrkirche: St. Marien                                         | Nordrhein-Westfalen | |
| 1867–1869     |                               | Mönchengladbach, Venn      | Katholische Pfarrkirche: St. Maria Empfängnis                               | Nordrhein-Westfalen | |
| 1853–1876     |                               | Nettetal, Hinsbeck         | Schloss Krickenbeck                                                         | Nordrhein-Westfalen | Umgestaltung |
| 1863–1867     |                               | Nettetal, Hinsbeck         | Katholische Pfarrkirche: St. Peter                                          | Nordrhein-Westfalen | |
| 1860/1861     |                               | Nettetal, Leuth            | Katholische Pfarrkirche: St. Lambertus                                      | Nordrhein-Westfalen | Umgestaltung |
| 1862–1864     |                               | Neuss, Grefrath            | Katholische Pfarrkirche: St. Stephanus                                      | Nordrhein-Westfalen | |
| 1862/1863     |                               | Opladen                    | Katholische Pfarrkirche St. Remigius                                        | Nordrhein-Westfalen | |
| 1869          |                               | Schwelm                    | Evangelische Martfelder Gruftkapelle                                        | Nordrhein-Westfalen | Zu Ehren Freifrau Friederike von Elverfeldt |
| 1852–1853     |                               | Vettweiß, Kelz             | Katholische Filialkirche: St. Michael                                       | Nordrhein-Westfalen | Der Kirchturm wurde 1889 nach Plänen des Architekten Richard Odenthal erbaut. |
| 1869–1877     |                               | Vettweiß, Sievernich       | Katholische Filialkirche: St. Johann Baptist                                | Nordrhein-Westfalen | |
| 1855          |                               | Viersen, Dülken            | Mariensäule                                                                 | Nordrhein-Westfalen | |
| 1855–1858     |                               | Viersen, Süchteln          | Katholische Pfarrkirche: St. Clemens (Blick auf den Turm)                   | Nordrhein-Westfalen | |
| 1848–1859     |                               | Waldfeucht, Braunsrath     | Katholische Pfarrkirche: St. Klemens                                        | Nordrhein-Westfalen | |
| 1850–1870     |                               | Weeze                      | Schloss Wissen                                                              | Nordrhein-Westfalen | Ausbau |
| 1876–1878     |                               | Weeze                      | Schlosskapelle                                                              | Nordrhein-Westfalen | Neubau |
| 1862–1864     | Dörnschlade                   | Wenden, Altenhof           | Wallfahrtskapelle Dörnschlade                                               | Nordrhein-Westfalen | |
| 1869–1883     |                               | Wuppertal, Barmen          | Katholische Pfarrkirche: St. Antonius                                       | Nordrhein-Westfalen | Umbau und Erweiterung der Pfarrkirche. Die Kirche wurde im Zweiten Weltkrieg schwer beschädigt und 1968 abgerissen.                                                                                                  |
| 1867–1871     |                               | Asbach                     | Katholische Pfarrkirche: St. Laurentius                                     | Rheinland-Pfalz     | |
| 1861/1862     |                               | Asbach, Niedermühlen       | Katholische Wallfahrts- und Rektoratskirche: Zur schmerzhaften Gottesmutter | Rheinland-Pfalz     | |
| 1869          |                               | Bernkastel-Kues            | Katholische Pfarrkirche: St. Agatha                                         | Rheinland-Pfalz     | |
| 1879–1881     |                               | Betzdorf                   | Katholische Pfarrkirche St. Ignatius                                        | Rheinland-Pfalz     | |
| 1858/1859     |                               | Binningen (Eifel)          | Katholische Remigius-Kapelle                                                | Rheinland-Pfalz     | |
| 1867–1871     |                               | Ettringen (Eifel)          | Katholische Pfarrkirche St. Maximin und Anna                                | Rheinland-Pfalz     | |
| 1859–1861     |                               | Kobern-Gondorf             | Schloss Liebieg                                                             | Rheinland-Pfalz     | Umbau |
| 1851/1852     |                               | Koblenz                    | Liebfrauenkirche                                                            | Rheinland-Pfalz     | Innengestaltung |
| 1854          |                               | Koblenz                    | Peter-Friedhofen-Kapelle                                                    | Rheinland-Pfalz     | |
| 1862–1866     |                               | Koblenz                    | St. Mauritius                                                               | Rheinland-Pfalz     | |
| 1857          |                               | Kottenheim                 | Katholische Pfarrkirche: St. Nikolaus                                       | Rheinland-Pfalz     | Der Kirchturm von 1772 wurde 1904 nach Plänen von Caspar Clemens Pickel aufgestockt. |
| 1868/1869     |                               | Kretz                      | Kapelle: Zur Geburt Marien                                                  | Rheinland-Pfalz     | |
| 1859–1862     |                               | Landkern                   | Katholische Pfarrkirche: St. Servatius                                      | Rheinland-Pfalz     | |
| 1852–1857     |                               | Mendig-Niedermendig        | Katholische Pfarrkirche: St. Cyriakus                                       | Rheinland-Pfalz     | Erweiterung |
| 1861/1862     |                               | Mudersbach                 | Katholische Pfarrkirche: St. Mariä Himmelfahrt                              | Rheinland-Pfalz     | |
| 1855          |                               | Münstermaifeld             | Weckbecker Grabmäler                                                        | Rheinland-Pfalz     | Standort: städt. Friedhof |
|               |                               | Münstermaifeld             | Kanzel der Stiftskirche St. Martin und St. Severus                          | Rheinland-Pfalz     | |
|               |                               | Münstermaifeld             | Steinkreuz Stiftskirche St. Martin und St. Severus                          | Rheinland-Pfalz     | Standort: Ostseite an der Außenseite des Chores |
| 1860–1862     |                               | Neustadt an der Weinstraße | Katholische Pfarrkirche: St. Marien                                         | Rheinland-Pfalz     | |
| 1852          |                               | Nickenich                  | Hochaltaraufsatz Katholische Pfarrkirche: St. Arnulf                        | Rheinland-Pfalz     | |
| 1859/1860     |                               | Plaidt                     | Katholische Pfarrkirche: St. Willibrord                                     | Rheinland-Pfalz     | |
| 1888          |                               | Prosterath 150 Einwohner   | Katholische Filialkirche St. Antonius von Padua                             | Rheinland-Pfalz     | Plan aus Büro Statz vor der Übernahme durch Franz Statz |
| 1865/1866     |                               | Remagen-Oberwinter         | Katholische Pfarrkirche: St. Laurentius                                     | Rheinland-Pfalz     | |
| 1852–1856     |                               | Rheinbrohl                 | Katholische Pfarrkirche: St. Suitbert                                       | Rheinland-Pfalz     | |
| 1856–1859     |                               | Seelscheid                 | Katholische Pfarrkirche: St. Georg                                          | Nordrhein-Westfalen | |
| 1854–1858     |                               | Sinzig                     | Schloss Sinzig                                                              | Rheinland-Pfalz     | |
| 1871–1876     |                               | Sinzig                     | Villa, im Zehnthof.                                                         | Rheinland-Pfalz     | |
| 1865          |                               | Solingen-Kohlsberg         | Katholische Pfarrkirche: St. Mariä Empfängnis                               | Nordrhein-Westfalen | |
| 1862–1865     |                               | Stromberg                  | Katholische Pfarrkirche: St. Jakobus                                        | Rheinland-Pfalz     | |
| 1862–1865     |                               | Tellig                     | Katholische Pfarrkirche: St. Cornelius und Cyprianus                        | Rheinland-Pfalz     | |
| 1856/1857     |                               | Titz-Ameln                 | Katholische Pfarrkirche: St. Nikolaus                                       | Nordrhein-Westfalen | |
| 1856–1859     |                               | Vallendar                  | Krankenhaus St. Josef                                                       | Rheinland-Pfalz     | |
| 1869/1870     |                               | Windhagen                  | Katholische Pfarrkirche: St. Bartholomäus                                   | Rheinland-Pfalz     | |
| 1883 bis 1885 |                               | Saarlouis                  | Katholische Pfarrkirche: St. Ludwig (Saarlouis)                             | Saarland            | Marktfassade mit Turm |
| 1854–1858     |                               | Dessau                     | Katholische Propsteikirche St. Peter & Paul                                 | Sachsen-Anhalt      | |
| 1855–1858     |                               | Dornbusch (Viersen)        | Maria Hilfe der Christen                                                    | Nordrhein-Westfalen | |
| 1851–1853     |                               | Köln Bocklemünd            | St. Johannes vor dem Lateinischen Tore                                      | Nordrhein-Westfalen | 1850 endlich wurde der Planungsauftrag vergeben an Vinzenz Statz, der eine Kirche im neugotischen Stil vorsah. 1851 fand die Grundsteinlegung statt, 1853 wurde die Kirche eingeweiht.                               |
| 1885–1887     |                               | Köln-Ehrenfeld             | St. Franziskus-Hospital                                                     | Nordrhein-Westfalen | |

## Werke in Frankreich
- St. Privat la Montagne – Kriegsdenkmal 1870 für die Gefallenen Angehörigen des Garde-Grenadier-Regiments Nr. 4
 Das Denkmal ist erhalten.

## Werke in Österreich
- Linz an der Donau: Mariä-Empfängnis-Dom (Neuer Dom, 1862–1935); Bauwerk samt Ausstattung:

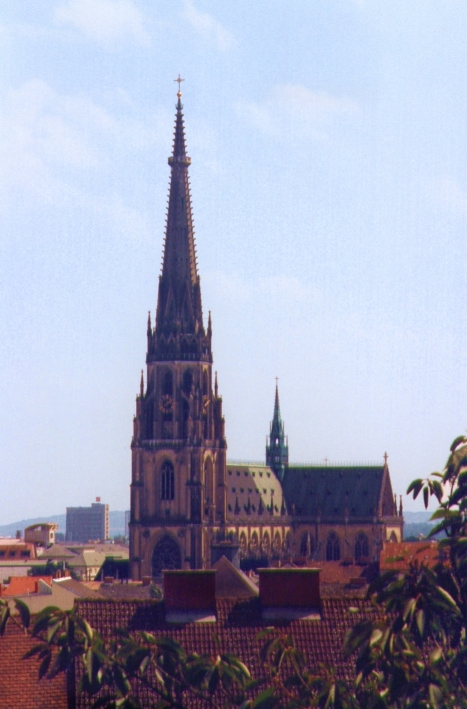
Gesamtansicht
Innenraum
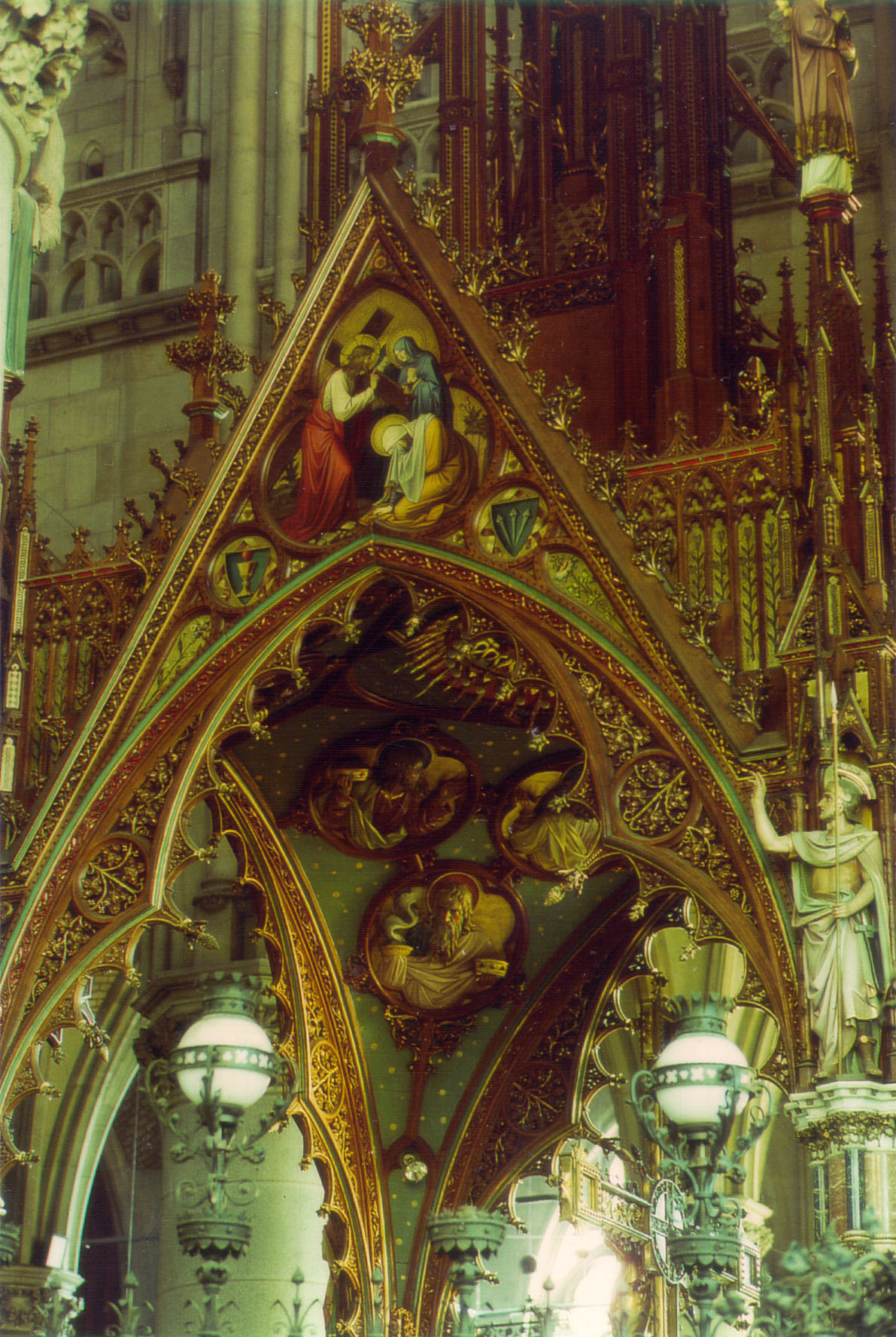
Detail Altarbaldachin

## Ehrungen
- Nach Vincenz Statz benannte seine Heimatstadt Köln eine Straße im Vorort Köln-Braunsfeld, unweit des Rheinenergiestadions.
- Am 26. Januar 2001 ist auf Betreiben von Johannes Maubach die Schule KGS-Lindenbornstrasse in Köln nach Vincenz Statz benannt worden.